# أتسوشي تيروي
أتسوشي تيروي (باليابانية: 照井 篤) (19 يوليو 1980 في إيواته في اليابان – )؛ هو لاعب كرة قدم ياباني سابق كان يلعب كمدافع.

## وصلات خارجية
- أتسوشي تيروي على موقع رابطة كرة القدم اليابانية للمحترفين (اليابانية)